# Yersinia Pestis
Yersinia Pestis – czwarty album studyjny norweskiego zespołu Helheim. Nagrany i wydany przez Grieghallen Studio w 2003 roku. 

## Lista utworów
1. „Helheim 4” – 1:32
2. „Yersinia Pestis” – 5:37
3. „Stones To The Burden” – 4:16
4. „Sinners Wake” – 3:43
5. „Elde” – 5:35
6. „Warlot” – 5:34
7. „Den Glemte Lov” – 4:15
8. „God of Slander” – 3:24
9. „Iron Icon 9” – 3:50
10. „Hjelmstorm” – 4:31

## Twórcy
- Hrymr – perkusja, instrumenty klawiszowe
- V'gandr – gitara basowa, śpiew
- H'grimnir – gitara klasyczna, wokal wspierający
- Thorbjørn[1] – gitara